# 로스트 테크놀로지
로스트 테크놀로지(영어: Lost Technology)는 과거에는 이용되었지만, 현재는 잊혀서 전해지지 못하는(失傳) ‘잃어버린 기술’이다.

## 원인
크게 아래와 같은 원인이 있다.
- 장인이 기술을 상세히 기록하지 않았거나, 전수하지 못하고 사망하거나, 기술을 전수받을 이가 없는 경우.
- 전쟁이나, 천재지변, 또는 사회적 혼란 속에서 기술자가 사망하거나, 관련 기술이 담긴 서적이나 도면 등이 파괴·유실되는 경우.
- 기술을 보존할 가치가 사라진 경우.
- 기밀 유지를 위해 기술 자체를 파기한 경우.
- 기술이 해당 국가의 법적 규제에 막혀 사라지거나, 또는 한 국가에서 관련 기술을 가진 기업이 외국에 매각되는 경우.